# Sara Cerdas

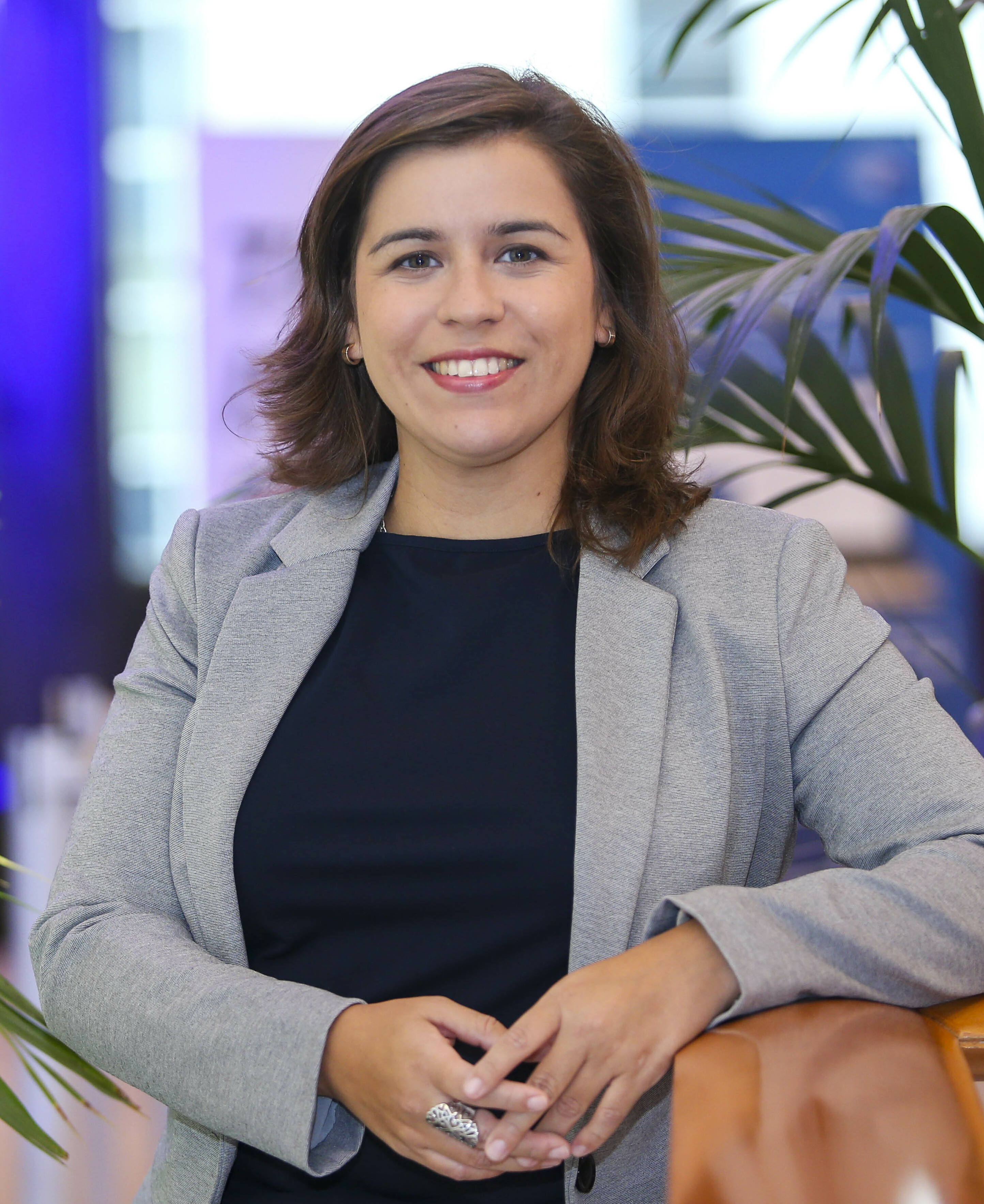
Sara Cerdas (2019)

Sara Alexandra Rodrigues Cerdas, kurz Sara Cerdas, (* 23. März 1989 in Funchal auf Madeira) ist eine portugiesische Ärztin und Politikerin (PS). Im Zuge der Europawahl 2019 gewann sie ein Mandat und ist seitdem Mitglied im 9. Europäischen Parlament.

## Leben

### Jugend und Ausbildung
Sara Cerdas wurde am 23. März 1989 in Funchal auf der portugiesischen Insel Madeira geboren, ihr Vater arbeitete als Schwimmlehrer, ihre Mutter als Profi-Basketballspielerin. Nach ihrer Schulausbildung studierte Cerdas zunächst Medizin an der Universität Lissabon, dem schloss sie einen Master sowie eine Promotion in Public Health Sciences an der Universität Stockholm an. Neben ihrem Studium arbeitete Cerdas als Internistin an der Gesundheitseinheit von Almada-Seixal sowie in der Nationalen Gesundheitsverwaltung (Direcção Geral de Saúde).
Abseits ihrer akademischen Karriere betrieb Cerdas Schwimmen als Leistungssport für den Schwimmverein Clube Naval do Funchal. Sie errang mehrere regionale und nationale Medaillen, vor allem im Schmetterling und Kraulen.

### Politische Karriere
Im Frühjahr 2019 nominierte die Sektion Madeira der portugiesischen Sozialisten Cerdas für die Europawahlliste und ersetzte damit die zuvor über die PS-Madeira gewählte Liliana Rodrigues. Offiziell betonte die Partei es ginge darum einen Generationswechsel durchzuführen und mit einem „frischen Gesicht“ anzutreten. Die Wahlkommission der portugiesischen Sozialisten platzierte Cerdas auf den sechsten Platz der Europawahlliste.
Bei der Europawahl errang die PS 33 Prozent und damit neun der 21 in Portugal vergebenen Mandate. Damit gewann auch Cerdas ihr Mandat und ist seitdem Mitglied im 9. Europäischen Parlament. Sie trat, wie die anderen PS-Abgeordneten, der sozialdemokratischen Fraktion im Europaparlament (S&D) bei. Für die Fraktion ist Cerdas Mitglied im Ausschuss für Umweltfragen, öffentliche Gesundheit und Lebensmittelsicherheit sowie im September 2020 eingerichteten Sonderausschuss zu Krebsbekämpfung, deren Mitglieder sie zu einer der stellvertretenden Vorsitzenden wählten. Des Weiteren ist sie stellvertretendes Mitglied im Ausschuss für Verkehr und Tourismus.